# Tybalt
Tybalt (ital. Tebaldo) – krewny pani Kapulet ze sztuki pt. Romeo i Julia Williama Szekspira. Zabił Merkucja, przyjaciela Romea, w bitwie ulicznej. Zginął z rąk samego Romea, który zapragnął pomścić przyjaciela, a którego przez to wygnano za granicę republiki - do Mantui. 
Jego imię nawiązuje do Powieści o lisie.